# Яншихово
Янши́хово (чув. Еншик) — деревня в Батыревском районе Чувашской Республики России. Входит в состав Бикшикского сельского поселения.

## География
Деревня находится в юго-восточной части Чувашии, в пределах Чувашского плато, в зоне хвойно-широколиственных лесов, на левом берегу реки Булы, к северу от автодороги 97К-004, на расстоянии примерно 4 километров (по прямой) к западу от Батырева, административного центра района. Абсолютная высота — 123 метра над уровнем моря.
Климат
Климат характеризуется как умеренно континентальный, с умеренно холодной снежной зимой и тёплым летом. Среднегодовая температура воздуха — 3,1 °С. Средняя температура воздуха самого тёплого месяца (июля) — 18,7 °C (абсолютный максимум — 37 °C); самого холодного (января) — −12,3 °C (абсолютный минимум — −42 °C). Среднегодовое количество атмосферных осадков составляет 530 мм.
Часовой пояс
Деревня Яншихово, как и вся Чувашия, находится в часовой зоне МСК (московское время). Смещение применяемого времени относительно UTC составляет +3:00.

## История
В 1892 открыта школа грамоты. В начале XX века действовали 20 торгово-промышленных заведений. 
В 1928 образован колхоз им. Крупской. 

### Административно-территориальная принадлежность
В составе Симбирского уезда, Бекшиковского, Батыревского волостей Буинского уезда в 18 в. – 2 августа 1920 (Батырев. удел. приказа – 1835–63), Батыревской волости Цивильского уезда – 3 августа – 4 октября 1920, Ибресинского района Цивильского уезда – 5 октября 1920 – 1921, Батыревской волости Батыревского уезда – 1921–27, Большебатыревского района – 1927–35, Батыревского – 1935–39, с 1957, Чкаловского – 1939–57.

## Население
| 2010 | 2012 |
| ---- | ---- |
| 428  | ↗527 |

Половой состав
По данным Всероссийской переписи населения 2010 года в гендерной структуре населения мужчины составляли 51,2 %, женщины — соответственно 48,8 %.
Национальный состав
Согласно результатам переписи 2002 года, в национальной структуре населения чуваши составляли 100 % из 458 чел.

## Инфраструктура
В деревне имеются фельдшерский пункт, клуб, библиотека, 2 продуктовых магазина.

## Транспорт
Деревня доступна автотранспортом. 